# Orta Salahlı (Qazax)
Orta Salahlı è un comune dell'Azerbaigian situato nel distretto di Qazax.